# Olenivka (raïon de Volnovakha)
Pour les articles homonymes, voir Olenivka.
Olenivka (ukrainien : Оленівка, russe : Оленовка), russe : Еленовка, avant 1978 Ielenovka) est une commune urbaine de l'oblast de Donetsk, en Ukraine. Elle compte 4 525 habitants en 2021. Elle fait partie du raïon de Volnovakha de la république populaire de Donetsk depuis 2014,.

## Population
Sa population est en baisse constante. La localité comptait 6 700 habitants en 1959, 5 900 habitants en 1970, 5 300 habitants en 1992, et 4 893 en 2001. L'on dénombre 4 525 habitants en 2021.

## Religion
La commune dispose d'une église orthodoxe placée sous le vocable de saint Constantin et sainte Hélène.

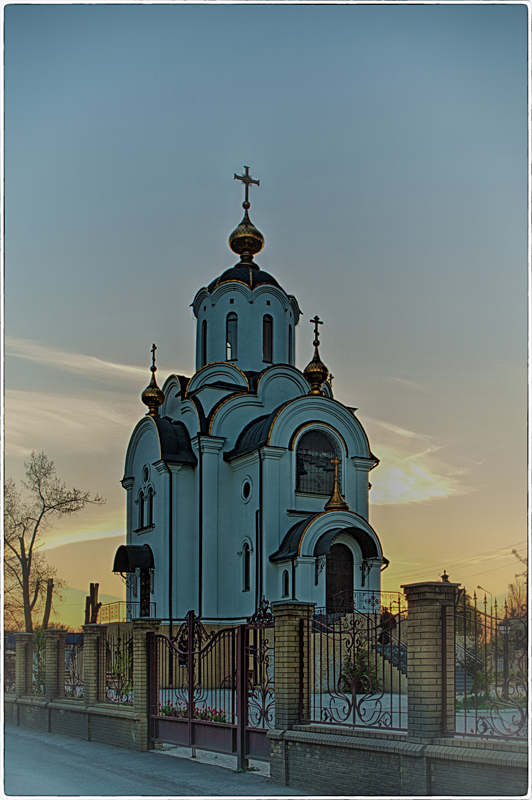
Vue de l'église Saint-Constantin-et-Sainte-Hélène.

## Économie
La commune est organisée économiquement autour d'un combinat agro-industriel. Il existe une usine de produits de boulangerie (farine-minoterie, boulangerie, pâtes, fabrication de confiseries), l'usine Spetsselkhozmontaj, et un dépôt ferroviaire. L'ancienne ferme collective du nom d'Ilitch est toujours en activité.

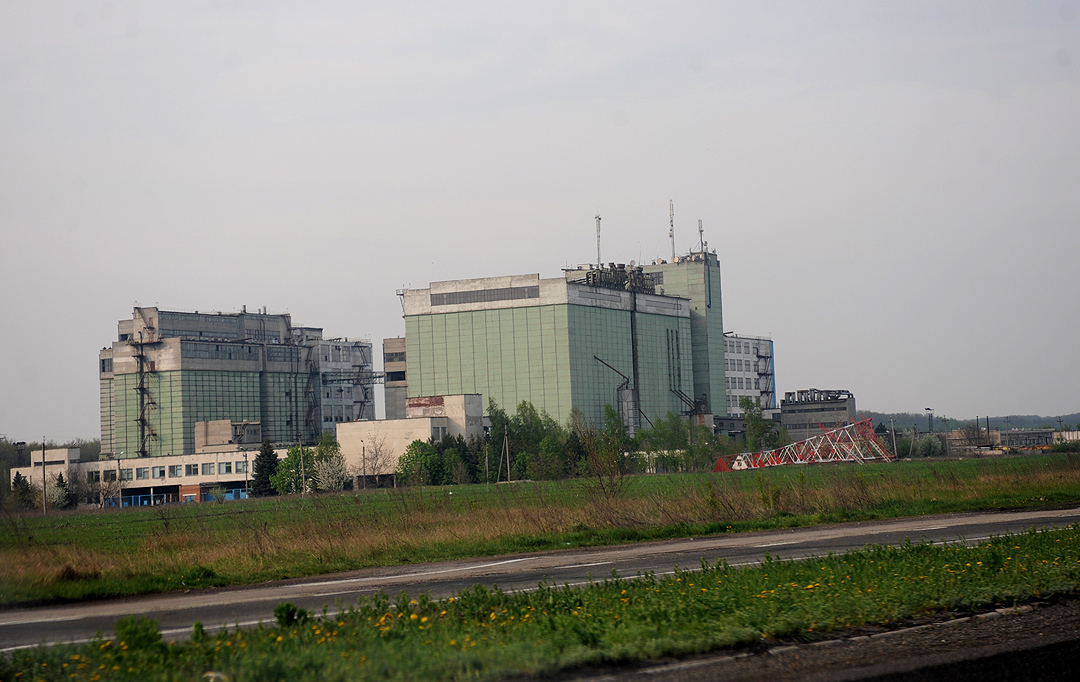
Minoterie industrielle.